# گرند ماریاس (میشیگان)
گرند ماریاس (به انگلیسی: Grand Marais) یک منطقهٔ مسکونی در ایالات متحده آمریکا است که در شهرستان آلگر، میشیگان واقع شده‌است. گرند ماریاس ۳۵۰ نفر جمعیت دارد و ۱۹۱٫۱۱ متر بالاتر از سطح دریا واقع شده‌است.